# Kakegurui
Kakegurui (Nhật: 賭ケグルイ) là một bộ manga Nhật Bản được viết bởi Kawamoto Homura và được vẽ bởi Naomura Tōru, bộ manga bắt đầu được xuất bản trên tạp chí Gangan Joker của Square Enix bắt đầu từ năm 2014 và còn được mua bản quyền tiếng Anh bởi Yen Press. Một bộ manga spin-off mang tên Kakegurui Twin bắt đầu được xuất bản trên Gangan Joker từ năm 2015. Bộ manga được còn chuyển thể thành anime bởi MAPPA, được phát hành tại Nhật Bản từ ngày 1 tháng 7 đến ngày 23 tháng 9 năm 2017 và được Netflix mua bản quyền. Mùa thứ hai của bộ anime sắp được phát hành. Phiên bản live action của Kakegurui bắt đầu được phát sóng từ ngày 15 tháng 1 năm 2018. Mùa thứ hai với tựa đề Kakegurui ×× được chiếu từ 8 tháng 1 đến 26 tháng 3 năm 2019.

## Nội dung
Học viện Dân lập Hyakkaō (私立百花王学園 (Tư lập Bách-Hoa-Vương Học viện) Shiritsu Hyakkaō Gakuen) là ngôi trường của nhiều học sinh giàu có và nhiều quyền lực nhất Nhật Bản, những học sinh này được mong đợi sẽ trở thành những nhà lãnh đạo hoặc những chính trị gia trong tương lai. Trong ngôi trường này, cấp bậc của học sinh được xác định dựa trên một hệ thống gồm những ván cờ bạc phức tạp, họ sẽ phải đặt cả vận mệnh của bản thân vào trong những ván bạc đó. Hệ thống này lẫn cuộc sống của các học sinh đều được Hội học sinh quản lý chặt chẽ. Những học sinh mắc nợ phải chịu cảnh trở thành nô lệ (hay còn gọi là vật nuôi) cho chủ nợ của họ. Một ngày nọ, một học sinh tên Jabami Yumeko được chuyển đến học viện, cô đánh bạc chỉ để thỏa mãn bản thân bằng những cung bậc cảm xúc chứ không phải để kiếm tiền hay nâng cao địa vị xã hội. Cô làm đảo lộn nhanh chóng các cấp bậc trong trường và Hội học sinh điên cuồng tìm cách ngăn cô lại.

## Nhân vật

### Nhân vật chính
Jabami Yumeko (蛇喰 夢子 (Xà-Tôn Mộng-Tử))
Lồng tiếng bởi: Hayami Saori
Đóng bởi: Hamabe Minami
Suzui Ryōta (鈴井 涼太 (Linh-Tỉnh Lương-Thái))
Lồng tiếng bởi: Tokutake Tatsuya
Đóng bởi: Takasugi Mahiro
Saotome Mary (早乙女 芽亜里 (Tảo-Ất-Nữ Nha-Á-Lý) Saotome Meari)
Lồng tiếng bởi: Tanaka Minami
Đóng bởi: Morikawa Aoi

### Nhân vật phụ
Sumeragi Itsuki (皇 伊月 (Hoàng Ý-Nguyệt))
Lồng tiếng bởi: Wakai Yūki 
Đóng bởi: Matsuda Ruka
Momobami Kirari (桃喰 綺羅莉 (Đào-Tôn Khởi-La-Lợi))
Lồng tiếng bởi: Sawashiro Miyuki
Đóng bởi: Ikeda Elaiza
Igarashi Sayaka (五十嵐 清華 (Ngũ-Thập-Lam Thanh-Hoa))
Lồng tiếng bởi: Fukuhara Ayaka
Đóng bởi: Nakamura Yurika
Yomozuki Runa (黄泉月 るな (Hoàng-Tuyền-Nguyệt Runa))
Lồng tiếng bởi: Udono Mayu
Đóng bởi: Mito Natsume
Ikishima Midari (生志摩 妄 (Sinh-Chí-Ma Vọng))
Lồng tiếng bởi: Ise Mariya 
Đóng bởi: Yanagi Miki
Nishinotōin Yuriko (西洞院 百合子 (Tây-Động-Viện Bách-Hợp-Tử))
Lồng tiếng bởi: Nanami Karin 
Đóng bởi: Okamoto Natsumi
Yumemite Yumemi (夢見弖 ユメミ (Mộng-Kiến-Cung Yumemi))
Lồng tiếng bởi: Serizawa Yū 
Đóng bởi: Matsumura Sayuri
Ma'nyūda Kaede (豆生田 楓 (Đậu-Sinh-Điền Phong))
Lồng tiếng bởi: Sugita Tomokazu 
Đóng bởi: Nakagawa Taishi
Momobami Ririka (桃喰 リリカ (Đào-Tôn Ririka))

## Vấn đề văn hóa
Tại Nhật Bản, cờ bạc ở hầu hết các nơi là bất hợp pháp, nhất là cờ bạc khi chưa đủ tuổi, và phần lớn các nhân vật trong Kakegurui đều đánh bạc khi chưa đủ tuổi. Trong anime, vẽ tất cả các dạng của đánh bạc ở sòng bạc và trò chơi may rủi đều là bất hợp pháp. Kakegurui cũng miêu tả cảnh các học sinh sở hữu, khoe và bắn súng.